# Schloss Stocksberg

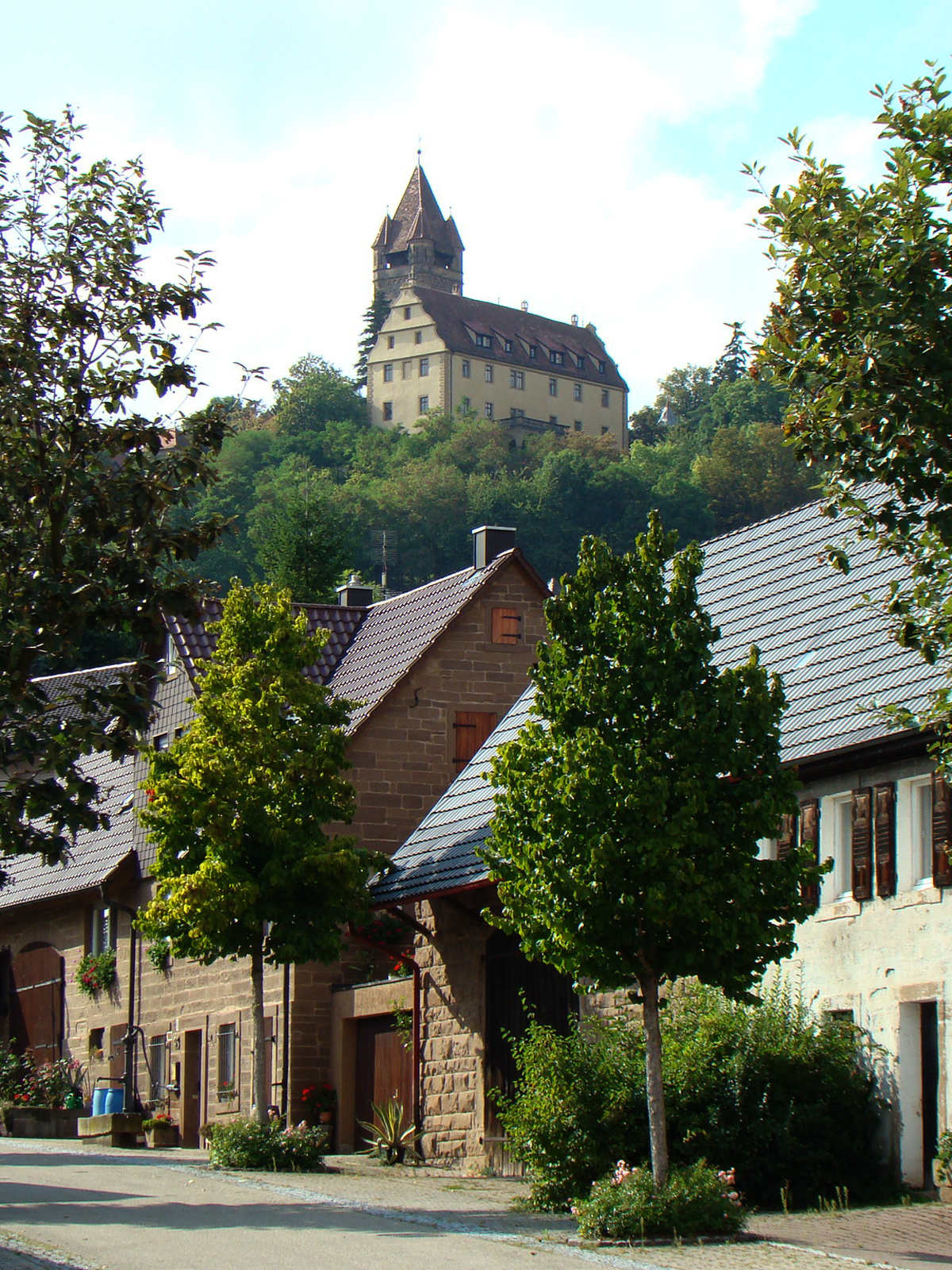
Schloss Stocksberg oberhalb von Stockheim

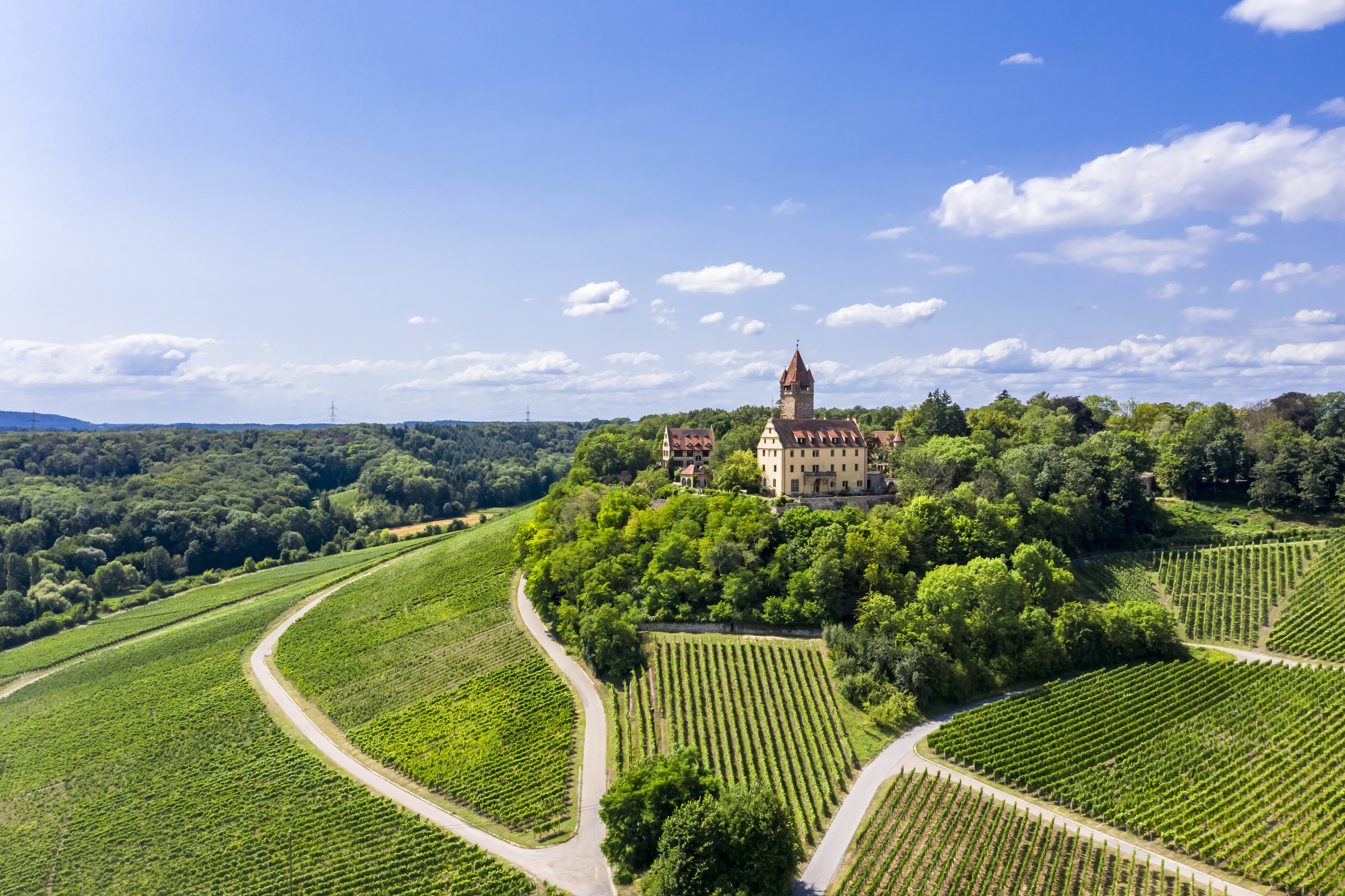
Luftaufnahme Schloss Stocksberg

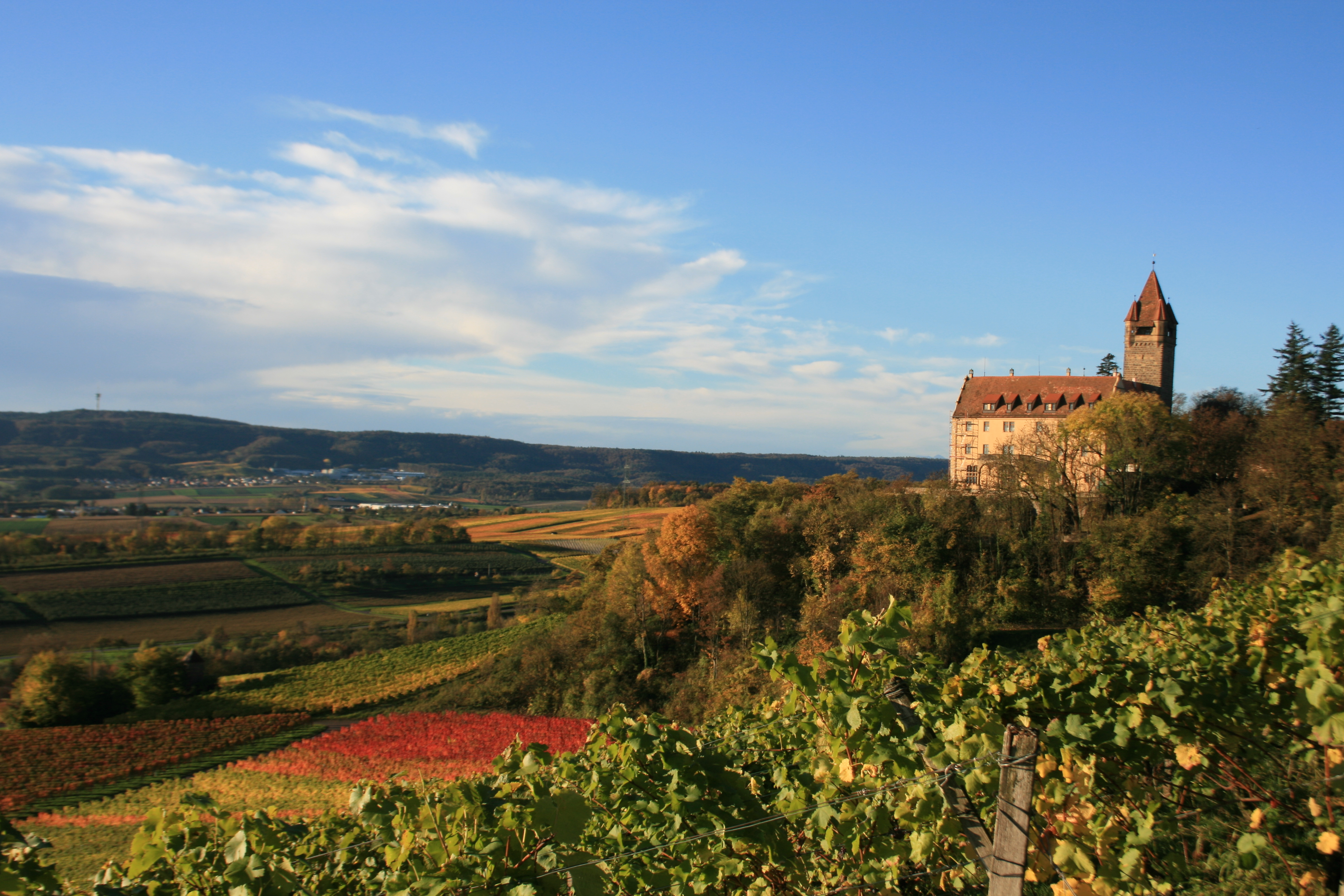
Schloss Stocksberg in Brackenheim

Schloss Stocksberg ist ein Schloss in Stockheim, einem Ortsteil von Brackenheim im Landkreis Heilbronn im nördlichen Baden-Württemberg. Das Schloss ist in Familienbesitz und nicht öffentlich zu besichtigen.

## Lage
Schloss Stocksberg liegt auf dem gleichnamigen Stocksberg, einem südöstlichen Ausläufer des Heuchelbergs, nordöstlich oberhalb des Ortes Stockheim. Der Kernbereich der Anlage liegt auf einem nahezu quadratischen Plateau, das durch einen etwa rechtwinklig geknickten Halsgraben nach Westen vom restlichen Stocksberg abgetrennt ist. Das zweiflügelige Hauptgebäude und der 30 Meter hohe Turm befinden sich auf dem etwa 29 × 30 Meter messenden Plateau, westlich davon liegen entlang der gegenüberliegenden Seite des Halsgrabens einige Wirtschaftsgebäude, weiter westlich davon ein parkartiger Garten.

## Geschichte
Als Erbauer einer ersten Burg auf dem Stocksberg oberhalb von Stockheim gelten die Herren von Stocksberg, die vermutlich von den zuvor schon im Ort gesessenen Herren von Stockheim abstammten und mit Ulrich von Stockersberg 1220 erstmals erwähnt wurden. Die frühe Besitzgeschichte der Burg ist unbekannt. Graf Eberhard der Erlauchte trat am 6. Dezember 1307 seine Rechte an der Burg Stocksberg an den Deutschen Orden ab, der 1295 bereits die Güter der Herren von Stockheim erhalten hatte und damit sowie über weitere Erwerbungen im Besitz von Burg und Ort war. 1334 wurde Stockheim zur Kommende erhoben, jedoch bereits 1375 mit der aufstrebenden Kommende Horneck vereinigt, die ab 1404 auch Kirchhausen und Teile des Amtsbezirks Heuchlingen erwarb.
Wie die frühe Burg auf dem Stocksberg ausgesehen haben mag, ist nur durch Baubefunde zu rekonstruieren. Der Palas befand sich wohl an der Stelle des heutigen Hauptgebäudes, der Schlossturm geht auf den einstigen Bergfried zurück, der sich im Winkel des geknickten Halsgrabens befand. Der heutige schmale Nordflügel der Anlage könnte auf einer alten Schildmauer zwischen Turm und Palas erbaut worden sein. An der Stelle der heutigen Wirtschaftsgebäude westlich des Halsgrabens befand sich eine Vorburg.

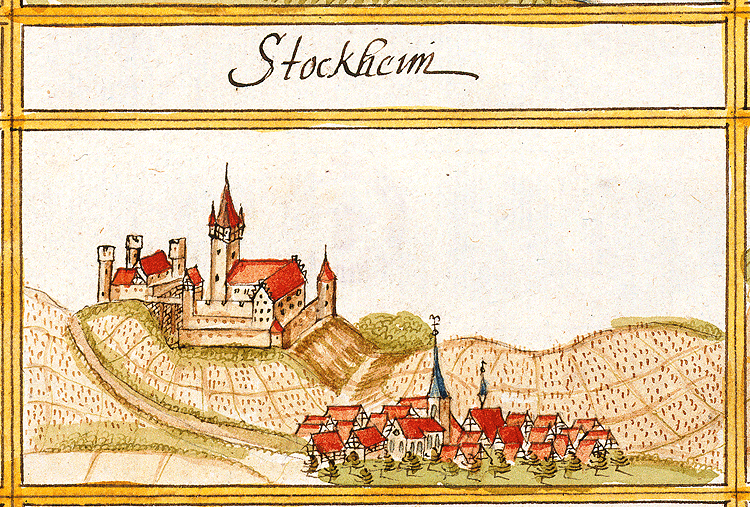
Stockheim mit Schloss Stocksberg im Kieserschen Forstlagerbuch um 1684

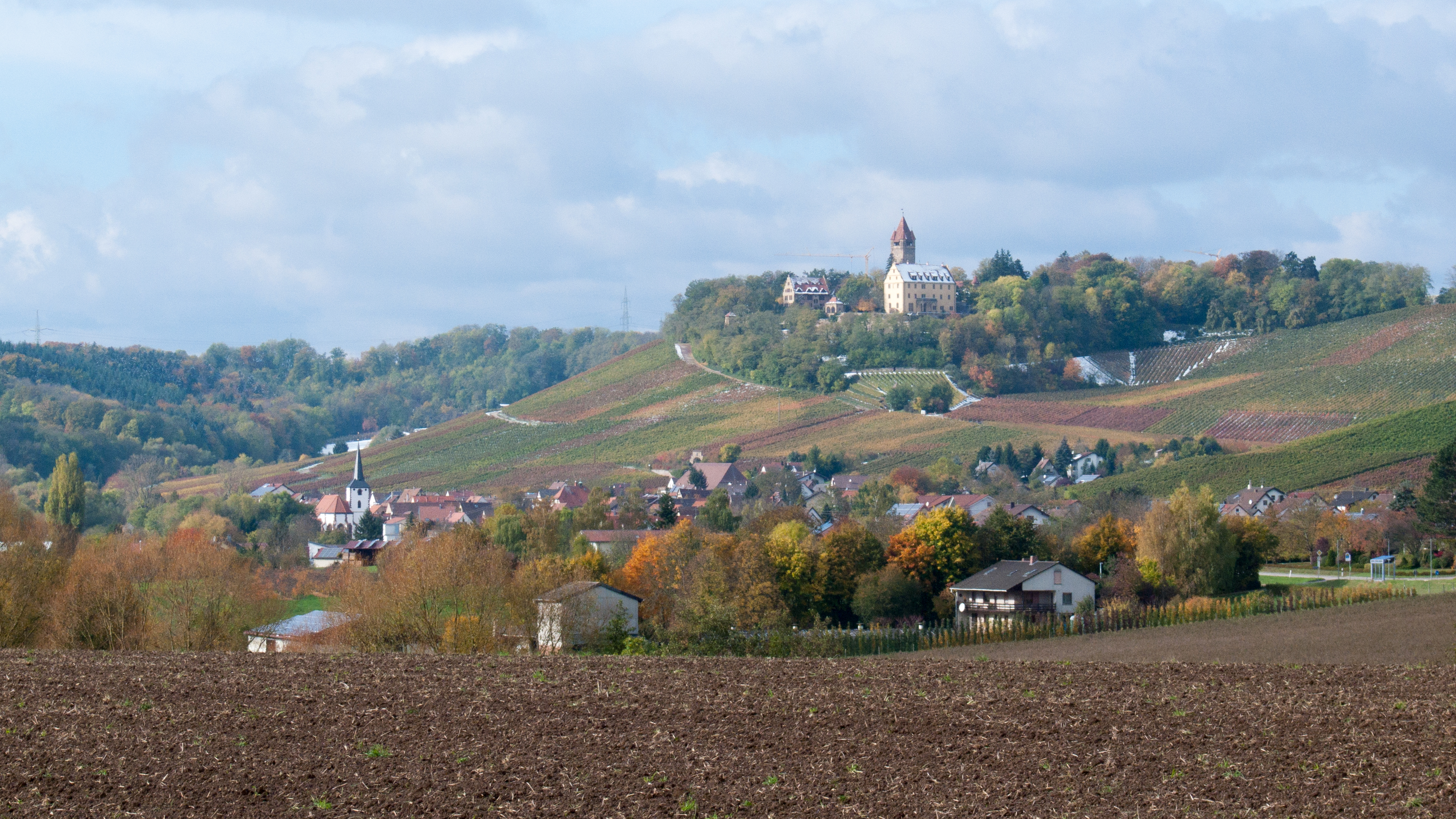
Heutige Ansicht der Lage des Schlosses über Stockheim

Im Deutschen Bauernkrieg war der Stocksberg in der Nacht auf Ostermontag, den 17. April 1525 das Ziel aufständischer Bauern unter ihrem Anführer Hans Wunderer aus Pfaffenhofen. Bis auf den Büttel und einen weiteren Bürger schlossen sich alle Stockheimer dem Bauernhaufen an, der das Schloss plünderte und in Brand steckte. Nach dieser Tat wurden die Aufständischen Haufen von Stocksberg genannt. Der Haufen vereinigte sich wenige Tage später mit dem Bottwartaler Haufen unter Matern Feuerbacher zum Hellen Christlichen Haufen und zog weiter über Bietigheim, Vaihingen, Stuttgart, Schorndorf, Göppingen und Urach. Nach der Niederlage bei Böblingen vom 12. Mai 1525 vereinigte sich der Helle Christliche Haufen am 19. Mai 1525 mit dem Haufen von Heilbronn, doch mit dem sich abzeichnenden Scheitern des Aufstandes kehrten die Bauern in ihre Heimatdörfer zurück. Am 12. August 1525 weilte Deutschmeister Dietrich von Cleen zum Strafgericht in Stockheim. Sein Nachfolger Walther von Cronberg ließ bis 1530 Horneck und Heuchlingen wiederaufbauen. Schloss Stocksberg wurde jedoch erst 1574 unter Heinrich von Bobenhausen wieder fertiggestellt. Als Baumeister kommt der Weinsberger Thomas Knoll († 1573) in Betracht, der für den Deutschen Orden auch das in Details sehr ähnliche Deutschordensschloss Kirchhausen erbaut hat. Durch diesen Wiederaufbau erlangte die Anlage im Wesentlichen ihre heutige Gestalt als zweiflügelige Anlage.
Im Dreißigjährigen Krieg zogen im Dezember 1631 schwedische Truppen unter Marschall Gustav Karlsson Horn von Mergentheim nach Heilbronn vor. Am Weihnachtsabend plünderten schwedische Reiter Schloss Stocksberg. 1634 erlangte der Deutsche Orden wieder die Herrschaft.
Während des Pfälzischen Erbfolgekrieges kam es immer wieder zu Truppendurchzügen in der Gegend von Stockheim. Im Juni 1693 wurden Ort und Schloss von Franzosen geplündert. Im Oktober desselben Jahres schlugen Truppen des bayerischen Generals Serini ihr Lager auf dem Stocksberg auf.
Während des Zweiten Koalitionskrieges besetzte der französische General Michel Ney 1799 mit seinen 7000 Mann umfassenden Truppen das Schloss Stocksberg und lieferte sich auf dem Heuchelberg ein Gefecht mit der österreichischen Kavallerie, die sich in Güglingen verschanzt hatte.

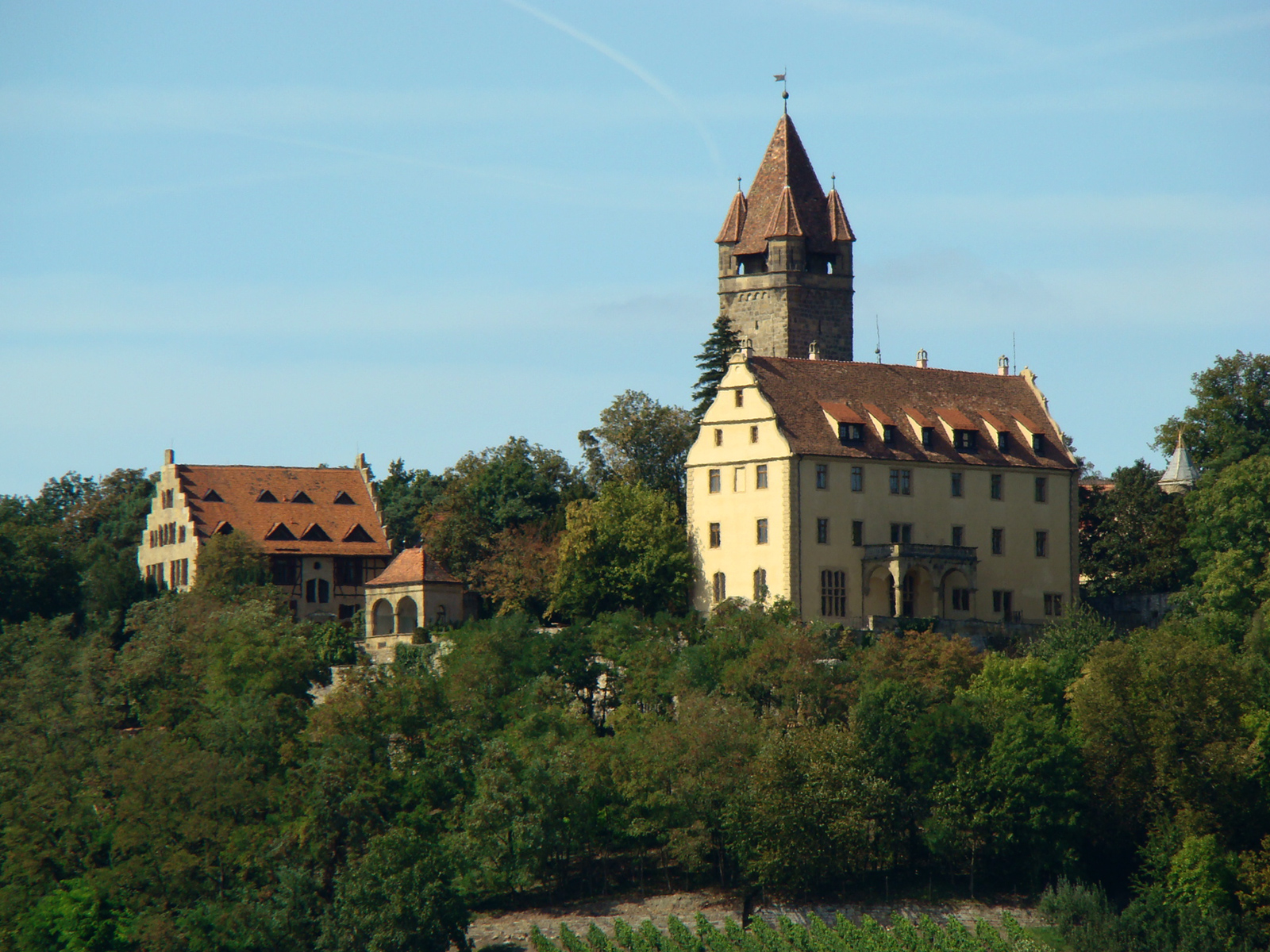
Schloss Stocksberg

Im November 1805 besetzte Württemberg die vormals reichsritterschaftlichen Herrschaftssitze und deren Ämter, darunter auch Neipperg und Stockheim. Während der Ort zu einer selbstständigen Gemeinde innerhalb des Königreichs Württemberg wurde, wurde das Schloss Stocksberg zunächst zur Staatsdomäne unter einem Amtmann. 1832 kam es in den Besitz der Witwe des Hofsattlers Fröhlich, deren Kinder umfangreiche Instandsetzungsmaßnahmen an der Anlage veranlassten. 1843 erwarb Alfred von Neipperg das Schloss, sein Bruder und Erbe Erwin von Neipperg verkaufte es 1873 an die Gemeinde. Die Gemeinde parzellierte das zugehörige Schlossgut und verkaufte die Parzellen zu günstigen Konditionen an die Einwohner des Ortes. Das Schloss selbst kam 1890 an den Sektfabrikanten Eduard Gießler, auf den die heutige Inneneinrichtung des Hauptflügels zurückgeht.
Im Zweiten Weltkrieg war Schloss Stocksberg vom Reichsarbeitsdienst belegt, später richtete die Stadt Heilbronn ein Altersheim als Ausweichquartier des Heilbronner Katharinenstifts dort ein. Ab 1954 wurde das Anwesen aufgeteilt. Ein Landwirt erwarb die Wirtschaftsgebäude, das Schlossgebäude wurde 1969 an einen Fabrikanten verkauft. Der steinerne Torbogen in den Weinbergen markiert das einstige Ende des gemeindeeigenen Hohlwegs beim Aufstieg zum Schloss.

## Heutige Verwendung
Heutzutage befindet sich die Schlossanlage im Besitz der Familie um Luise Layher.
Zwischenzeitlich wurde die Anlage in Zusammenarbeit mit dem Denkmalamt saniert, restauriert und technisch auf den neuesten Stand gebracht.